# Boudh (huyện)
Huyện Boudh là một huyện thuộc bang Odisha, Ấn Độ. Thủ phủ huyện Boudh đóng ở Boudh. Huyện Boudh có diện tích 4289 ki lô mét vuông. Đến thời điểm năm 2001, huyện Boudh có dân số 373038 người.